# Spanje op het Eurovisiesongfestival 1998
Spanje nam deel aan het Eurovisiesongfestival 1998 in Birmingham (Verenigd Koninkrijk). Het was de 36ste deelname van het land aan het festival.

## Selectieprocedure
Net zoals de voorbije jaren koos de TVE ervoor om de kandidaat intern te selecteren. Men koos voor de Spaanse zanger Mikel Herzog met het lied "¿Qué voy a hacer sin ti?".

## In Birmingham
In het Verenigd Koninkrijk moest Spanje optreden als vierde, net na Frankrijk en voor Zwitserland. Op het einde van de puntentelling hadden ze 21 punten verzameld, goed voor een zestiende plaats.
Nederland en België hadden respectievelijk 0 en 3 punten over voor deze inzending.

### Gekregen punten

#### Finale
| 12 punten | 10 punten            | 8 punten          | 7 punten | 6 punten      |
| --------- | -------------------- | ----------------- | -------- | ------------- |
|           |                      |                   |          | - Zwitserland |
| 5 punten  | 4 punten             | 3 punten          | 2 punten | 1 punt        |
|           | - Cyprus - Frankrijk | - België - Israël |          | - Kroatië     |

### Punten gegeven door Spanje

#### Finale
Punten gegeven in de finale:
| 12 punten | Duitsland           |
| 10 punten | Israël              |
| 8 punten  | Noorwegen           |
| 7 punten  | België              |
| 6 punten  | Portugal            |
| 5 punten  | Malta               |
| 4 punten  | Nederland           |
| 3 punten  | Verenigd Koninkrijk |
| 2 punten  | Estland             |
| 1 punt    | Kroatië             |

1961 · 1962 · 1963 · 1964 · 1965 · 1966 · 1967 · 1968 · 1969 · 1970 · 1971 · 1972 · 1973 · 1974 · 1975 · 1976 · 1977 · 1978 · 1979 · 1980 · 1981 · 1982 · 1983 · 1984 · 1985 · 1986 · 1987 · 1988 · 1989 · 1990 · 1991 · 1992 · 1993 · 1994 · 1995 · 1996 · 1997 · 1998 · 1999 · 2000 · 2001 · 2002 · 2003 · 2004 · 2005 · 2006 · 2007 · 2008 · 2009 · 2010 · 2011 · 2012 · 2013 · 2014 · 2015 · 2016 · 2017 · 2018 · 2019 · 2020 · 2021 · 2022 · 2023 · 2024 · 2025